# 枡田絵理奈の横浜物語
枡田絵理奈の横浜物語（ますだえりなのよこはまものがたり）はTBSラジオで2010年10月9日から2011年3月5日まで毎週土曜18時から18時30分に放送された、ラジオの観光情報番組である。

## 概要
- 放送当時TBSアナウンサーだった枡田絵理奈（神奈川県横浜市出身）が初めてラジオのパーソナリティーを担当する番組で、毎回横浜市出身・在住、あるいは横浜にゆかりのある著名人をゲストに迎えて、横浜にまつわる様々なエピソードや観光情報を紹介する。
- また、番組スポンサーの「ハマボール イアス」（ミツウロコが運営するボウリング場）の情報を届ける「白井京子のおいでよ!ハマボール イアス」のコーナーもある。
- 4月改編までの半年間放送予定だったが、3月11日に発生した東北地方太平洋沖地震（東日本大震災）でハマボール イアスが被災した影響により、3月5日の放送を最後に打ち切られた[1]。

## ゲスト
2010年
- ふかわりょう（10月9日）
- 新垣里沙＜モーニング娘。＞（10月16日）
- 高樹千佳子（11月13日）
- 西岡徳馬（11月20日）
- 堤下敦＜インパルス＞（11月27日）
- 大沢悠里（12月4日）
- 渡辺真理（12月11日）
- 近田春夫（12月18日）
- 朝岡聡（12月25日）
- クレイジーケンバンド（12月27日） - この回は90分スペシャルとして放送。

2011年
- はな（1月1日）
- 岡村仁美＜TBSアナウンサー＞（1月8日）
- 水沼貴史＜サッカー解説者＞（1月15日）
- 石川梨華（1月22日）
- 金子哲雄（1月29日）
- 早野宏史＜サッカー解説者＞（2月5日）
- 三浦大輔＜横浜ベイスターズ＞（2月12日） - 同じハマボール・イアス提供のTBSラジオの番組を前ナイターシーズン（2009-2010ナイターオフシーズン）に出演していた
- 柳ジョージ（2月19日）
- 中澤佑二＜横浜F・マリノス＞（2月26日）
- Mummy-D＜RHYMESTER＞（3月5日）

なお、打ち切りにならなかった場合、3月12日の放送には土田哲也＜EXILE＞が出演する予定であった。